# 十五烷
在化學中，十五烷是一種有機化合物，由十五個碳構成的飽和碳鏈，由於其只由碳和氫組成，因此也是烷烴的一種，其化學式為C15H32。它有4,347个同分异构体。